# Piżmaczek
Piżmaczek (Adoxa L.) – rodzaj roślin należący do rodziny piżmaczkowatych. Obejmuje w zależności od ujęcia trzy lub pięć gatunków. Występują one w strefie umiarkowanej i chłodnej półkuli północnej, przy czym dwa gatunki to endemity chińskie. Do flory Polski należy jeden gatunek – piżmaczek wiosenny (Adoxa moschatellina), będący zarazem gatunkiem typowym rodzaju.

## Morfologia
PokrójByliny z cienkimi, pełzającymi rozłogami zakończonymi bulwiastymi zgrubieniami. Bulwki są białe i wyrastają z nich w kolejnym roku pędy nadziemne. Łodyga pojedyncza lub w liczbie dwóch, naga. Pęd osiąga zwykle do ok. 10 cm.
LiścieOdziomkowe w liczbie od 1 do 3 trójdzielne lub podwójnie trójdzielne. Liście łodygowe dwa, naprzeciwległe, rzadko skrętoległe. Wszystkie liście ogonkowe.
KwiatyZebrane w kwiatostan szczytowy z kwiatami skupionymi główkowato, w przypadku A. omeiensis groniaście. Kwiaty żółtozielone, 4- lub 5-krotne. Kielich kubeczkowaty, w kwiecie szczytowym złożony z dwóch listków, w kwiatach bocznych z 3. Korona z krótką rurką i 3-6 płatkami. Płodnych pręcików 4-5. Pylnik jednokomorowy. Zalążnia dolna lub wpół dolna, zbudowana z 4-5 owocolistków. Szyjek słupka 4-5, zakończonych główkowatymi znamionami.
OwoceMięsiste, jagodokształtne i jednonasienne.

## Systematyka
Synonimy taksonomiczne
Moscatella Adans., Moschatellina Mill.
Pozycja systematyczna według APweb (aktualizowany system APG IV z 2016)
Należy do rodziny piżmaczkowatych Adoxaceae stanowiącej klad bazalny w obrębie rzędu szczeciowców Dipsacales w grupie euasterids II wchodzącej w skład kladu astrowych (asterids) należącego do dwuliściennych właściwych (eudicots).
Wykaz gatunków
- Adoxa moschatellina L. – piżmaczek wiosenny
- Adoxa omeiensis H. Hara
- Adoxa xizangensis G. Yao